# Fritz Sauter
Fritz Sauter, avstrijsko-nemški fizik, * 1906, † 1983.
Najbolj je znan po delu na področju kvantne elektrodinamike in fizike trdnih snovi.